# Rally Safari
El Rally Safari es una competencia de rally disputada anualmente desde 1953 en Kenia, y en algunas ediciones en países vecinos como Uganda y Tanzania. Desde 1973 hasta la actualidad pertenece como al Campeonato Mundial de Rally como prueba puntuable, exceptuando en 1995 y años posteriores al 2002 (2003-2019),en ese periodo fue parte del Campeonato Africano de Rally y las ediciones de 2007 y 2009 fueron parte del Desafío Intercontinental de Rally. El Safari atraviesa diferentes puntos de la geografía africana. En sus inicios cruzó países como Kenia, Uganda  y Tanzania, aunque el recorrido ha variado mucho con el paso de los años y en la actualidad se compite únicamente por Kenia.
El Safari es una prueba atípica, distinta a todas las que se han celebrado en el campeonato del mundo, uno de los más duros y con un formato que se asemeja más a un raid (incluso al Rally Dakar) que el de un rally convencional. La inexistencia de tramos cronometrados,  disputados en carreteras abiertas, la dureza de las condiciones climatológicas y la presencia de múltiples obstáculos como otros vehículos, animales y personas,  hacen del Safari una prueba diferente. Las características de sus pistas, varía en función de si llueve o no. Cuando la lluvia hace acto de presencia, las carreteras se embarran, crece el riesgo  de se produzcan subidas de ríos y el lodo, muy resbaladizo, penetra en los coches y se pega a los elemento mecánicos provocando averías. Por el contrario, si no llueve, el fino polvo en suspensión, las altas temperaturas y los continuos baches en las carreteras, son los grandes enemigos de los pilotos.
La longitud y la dureza de la prueba ha provocado que en muchas ocasiones, piloto y copiloto se alternaran al volante e incluso, algunos equipos decidían enviar a dos pilotos para ganar en competitividad. Estas condiciones hacen del Safari una prueba única e incluso con la homogeneización impuesta por la FIA en 1997, el Safari conservó su carácter y su dureza. Estas características convierten junto al Montecarlo y el Rally de Gran Bretaña, en una de las pruebas más populares y rentables del Campeonato del Mundo.

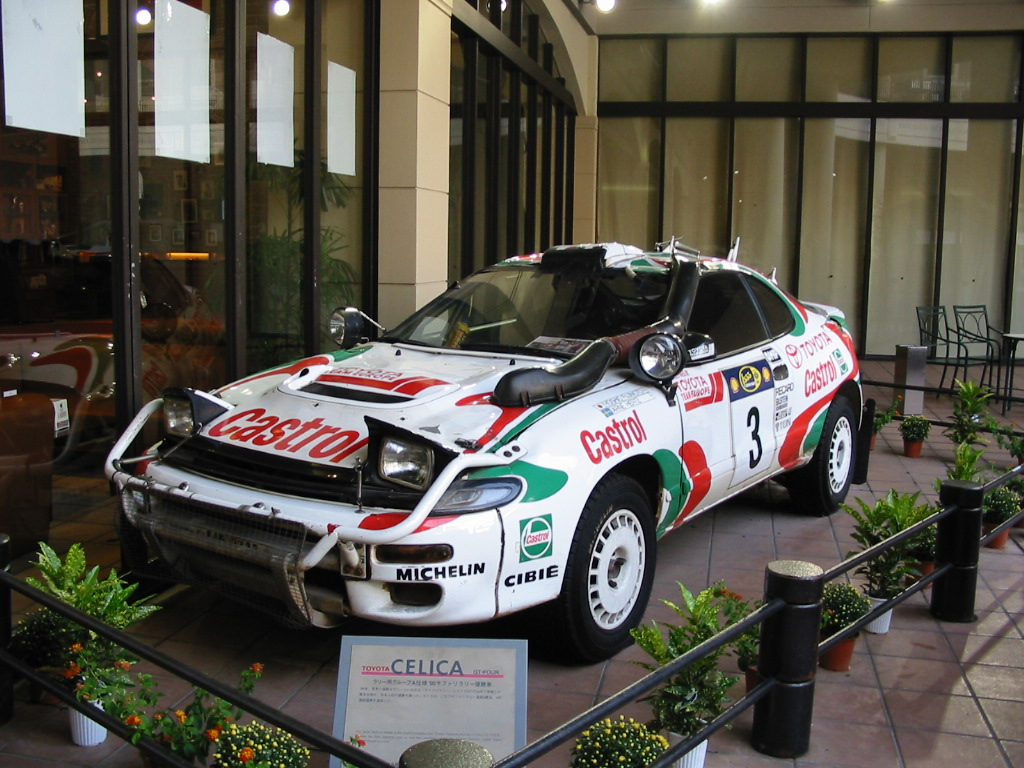
Toyota Celica GT-Four de Yoshio Fujimoto ganador de la edición de 1995. Se pueden apreciar los característicos refuerzos, faros supletorios, tomas de aire. etc.

Otro rasgo distintivo de la prueba son los coches que participan en ella. La dureza de sus tramos, hace que los equipos modifiquen sustancialmente sus vehículos, montando refuerzos estructurales, reforzando los motores, chasis y suspensiones, todo ello dándoles mayor peso pero ganando en fiabilidad y resistencia. Otros elementos característicos son las tomas de aire elevadas, los faros de largo alcance, dos enganches para ser remolcados, en caso de tal necesidad, y unos neumáticos reforzados. La logística es también un punto importante a tener en cuenta por los equipos, que tienen que realizar costosos test previos a la carrera y disponer de mayor números de piezas de recambio.

## Historia

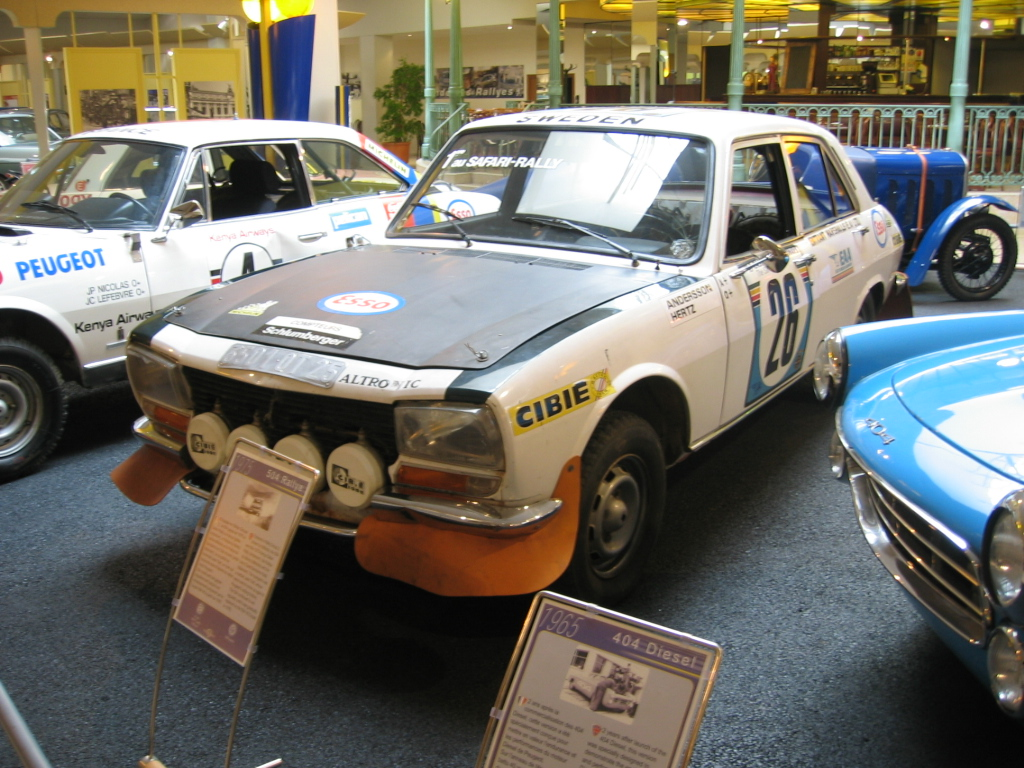
Peugeot 504 de Ove Andersson, vencedor de la edición de 1975.

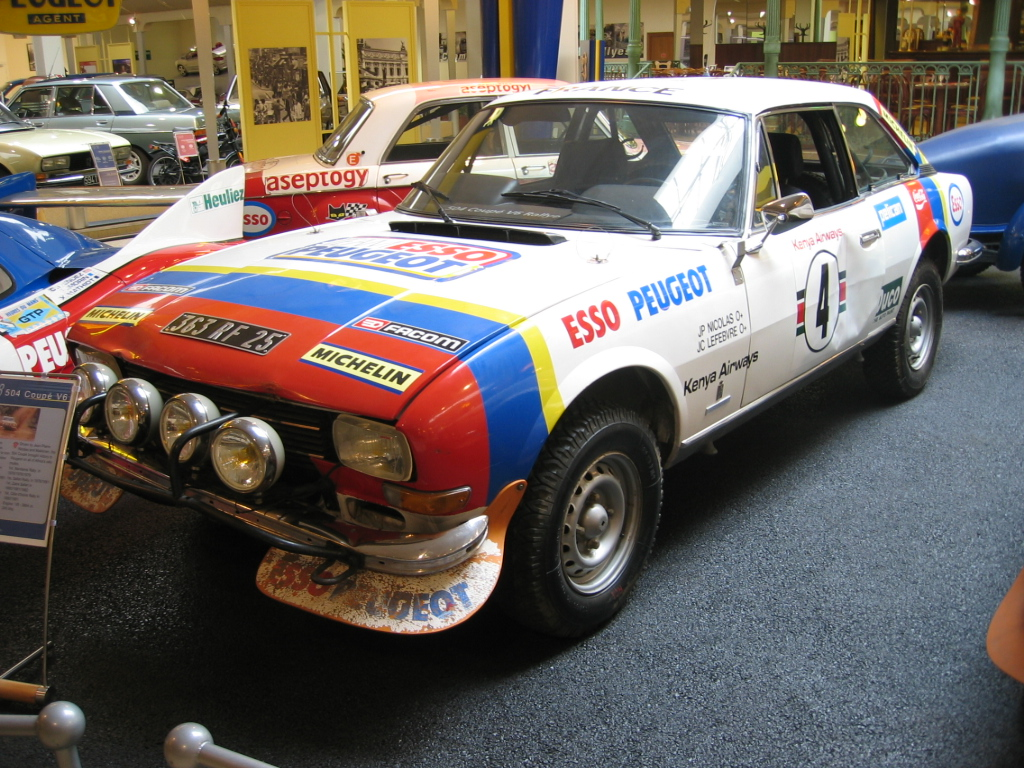
Peugeot 504 de Jean-Pierre Nicolas, vencedor de la edición de 1978.

Nació  como una idea concebida entre Eric Cecil, responsable de las competiciones automovilísticas en las, por entonces colonias británicas del este  de África, y su primo Neil Vincent, aficionado al deporte motor. La primera edición tuvo lugar en 1953 y el pretexto del que se sirvieron fue la coronación de la reina Isabel II, que junto a Ian Craigie llevaron a cabo el primer Coronation Rally. Esa edición tuvo su punto de partida y la meta en Nairobi, rodeaba el lago Victoria, atravesaba Uganda y Tanzania y contaba con un itinerario de más de 6.000 km.
En sus inicios la carrera constaba de una salida y una meta. El vencedor era el piloto que primero cruzase la línea de meta. Con el paso del tiempo y el hecho de alcanzar popularidad pero sobre todo, el ganar carácter internacional y el ser reconocida por la FIA,  hizo que el Safari sufriera grandes modificaciones en su recorrido: se incluyeron una serie de controles de paso, donde los participantes sellaban su carnet de ruta, y así en función del tiempo invertido en casa uno se obtenía el vencedor. Con este sistema cada participante tenía un tiempo para llegar a cada control pero las condiciones de la carrera impedían cumplir con los tiempos, por eso todos los pilotos obtenían penalizaciones.
En 1986 se incluyeron los primeros tramos cronometrados y en los 90 la FIA obligó a modificar el sistema de clasificación por puntos, aunque a cambio permitió que el kilometraje total, e incluso de los tramos, fuese superior al máximo permitido por la federación. De los 5.000 km de las primeras décadas se pasó a los 2.000, de los cuales, la mitad eran cronometrados, aunque con la peculiaridad de que los tramos seguían sin cerrarse al tráfico y algunos alcanzaba el centenar de kilómetros.
Durante los primeros años la prueba fue coto privado para pilotos no locales. Hasta 1972 cuando la prueba fue puntuable para el Campeonato Internacional de Marcas, el piloto ganador no era africano, siendo por tanto el finés Hannu Mikkola  con un Ford Escort TC, el realizador de tal hecho. Hasta  1983 los pilotos africanos siguieron dominando la prueba, exceptuando las victorias de Waldegaard en 1977 y de Jean Pierre Nicolas en 1978. En 1985 y a bordo de un Toyota Celica TC, Juha Kankkunen logró la hazaña de vencer en la primera participación, hecho que ningún piloto había logrado antes, puesto que la experiencia era un punto fundamental para vencer en la prueba. Además de los pilotos locales, en el Safari, muchos coches que consiguieron victorias en las pruebas europeas del mundial, fracasaban estrepitosamente en tierras africanas. El Porsche 911, el Alpine-Renault A110, el Lancia Stratos, el Fiat 131 Abarth, el Audi Quattro, el Lancia 037 y el Peugeot 205 T16 o el 206 WRC nunca consiguieron una victoria, y por el contrario, coches como el Peugeot 404, el Peugeot 504, el Datsun 240 Z, el Datsun 160 J o el Mitsubishi Colt lograron varias victorias, mientras que en Europa jamás alcanzaron un podio.
En 2003 el Safari, cayó del calendario mundialista, en parte por la homogeneización impuesta por la FIA y en su lugar se disputó el Rally de Turquía. Desde entonces la prueba sigue organizándose como fecha puntuable para el Campeonato Africano e incluso en 2009 fue puntuable para el IRC

## Palmarés
| Año | Edición                        | Piloto                              | Copiloto                     | Vehículo                                                    | Series            |
| --- | ------------------------------ | ----------------------------------- | ---------------------------- | ----------------------------------------------------------- | ----------------- |
| 1953 | 1nd East African Safari Rally  | Alan Dix                            | Johnny Larsen                | Volkswagen Beetle                                           |                   |
| 1954 | 2nd East African Safari Rally  | Vic Preston                         | Marwaha                      | Volkswagen Beetle                                           |                   |
| 1955 | 3rd East African Safari Rally  | Vic Preston                         | Marwaha                      | Ford Zephyr                                                 |                   |
| 1956 | 4th East African Safari Rally  | Eric Cecil                          | Tony Vickers                 | DKW                                                         |                   |
| 1957 | 5th East African Safari Rally  | Gus Hofmann                         | Arthur Burton                | DKW                                                         |                   |
| 1958 | 6th East African Safari Rally  | Arne Kopperud Morris Temple-Boreham | Kora Kopperud Mike Armstrong | Ford Zephyr II (Lion class) Auto Union 1000 (Leopard class) |                   |
| 1959 | 7th East African Safari Rally  | Bill Fritschy                       | Jack Ellis                   | Mercedes-Benz 190                                           |                   |
| 1960 | 8th East African Safari Rally  | Bill Fritschy                       | Jack Ellis                   | Mercedes-Benz 190                                           |                   |
| 1961 | 9th East African Safari Rally  | John Manussis                       | Bill Coleridge David Beckett | Mercedes-Benz 220SE                                         |                   |
| 1962 | 10th East African Safari Rally | Tommy Fjastad                       | Bernhard Schmider            | Volkswagen 1200                                             |                   |
| 1963 | 11th East African Safari Rally | Nick Nowicki                        | Paddy Cliff                  | Peugeot 404                                                 |                   |
| 1964 | 12th East African Safari Rally | Peter Hughes                        | Bill Young                   | Ford Cortina GT                                             |                   |
| 1965 | 13th East African Safari Rally | Joginder Singh                      | Jaswant Singh                | Volvo PV 544                                                |                   |
| 1966 | 14th East African Safari Rally | Bert Shankland                      | Chris Rothwell               | Peugeot 404                                                 |                   |
| 1967 | 15th East African Safari Rally | Bert Shankland                      | Chris Rothwell               | Peugeot 404                                                 |                   |
| 1968 | 16th East African Safari Rally | Nick Nowicki                        | Paddy Cliff                  | Peugeot 404                                                 |                   |
| 1969 | 17th East African Safari Rally | Robin Hillyar                       | Jock Aird                    | Ford Taunus 20M RS                                          |                   |
| 1970 | 18th East African Safari Rally | Edgar Herrmann                      | Hans Schüller                | Datsun 1600 SSS                                             | IMC               |
| 1971 | 19th East African Safari Rally | Edgar Herrmann                      | Hans Schüller                | Datsun 240Z                                                 | IMC               |
| 1972 | 20th East African Safari Rally | Hannu Mikkola                       | Gunnar Palm                  | Ford Escort RS1600                                          | IMC               |
| 1973 | 21st East African Safari Rally | Shekhar Mehta                       | Lofty Drews                  | Datsun 240Z                                                 | WRC               |
| 1974 | 22nd East African Safari Rally | Joginder Singh                      | David Doig                   | Mitsubishi Lancer 1600 GSR                                  | WRC               |
| 1975 | 23rd Safari Rally              | Ove Andersson                       | Arne Hertz                   | Peugeot 504                                                 | WRC               |
| 1976 | 24th Safari Rally              | Joginder Singh                      | David Doig                   | Mitsubishi Lancer 1600 GSR                                  | WRC               |
| 1977 | 25th Safari Rally              | Björn Waldegård                     | Hans Thorszelius             | Ford Escort RS1800                                          | WRC               |
| 1978 | 26th Safari Rally              | Jean-Pierre Nicolas                 | Jean-Claude Lefèbvre         | Peugeot 504 V6 Coupé                                        | WRC               |
| 1979 | 27th Safari Rally              | Shekhar Mehta                       | Mike Doughty                 | Datsun 160J                                                 | WRC               |
| 1980 | 28th Safari Rally              | Shekhar Mehta                       | Mike Doughty                 | Datsun 160J                                                 | WRC               |
| 1981 | 29th Safari Rally              | Shekhar Mehta                       | Mike Doughty                 | Nissan Violet GT                                            | WRC               |
| 1982 | 30th Marlboro Safari Rally     | Shekhar Mehta                       | Mike Doughty                 | Nissan Violet GT                                            | WRC               |
| 1983 | 31st Marlboro Safari Rally     | Ari Vatanen                         | Terry Harryman               | Opel Ascona 400                                             | WRC               |
| 1984 | 32nd Marlboro Safari Rally     | Björn Waldegård                     | Hans Thorszelius             | Toyota Celica TCT                                           | WRC               |
| 1985 | 33rd Marlboro Safari Rally     | Juha Kankkunen                      | Fred Gallagher               | Toyota Celica TCT                                           | WRC               |
| 1986 | 34th Marlboro Safari Rally     | Björn Waldegård                     | Fred Gallagher               | Toyota Celica TCT                                           | WRC               |
| 1987 | 35th Marlboro Safari Rally     | Hannu Mikkola                       | Arne Hertz                   | Audi 200 Quattro                                            | WRC               |
| 1988 | 36th Marlboro Safari Rally     | Miki Biasion                        | Tiziano Siviero              | Lancia Delta Integrale                                      | WRC               |
| 1989 | 37th Marlboro Safari Rally     | Miki Biasion                        | Tiziano Siviero              | Lancia Delta Integrale                                      | WRC               |
| 1990 | 38th Marlboro Safari Rally     | Björn Waldegård                     | Fred Gallagher               | Toyota Celica GT-4 ST165                                    | WRC               |
| 1991 | 39th Martini Safari Rally      | Juha Kankkunen                      | Juha Piironen                | Lancia Delta Integrale 16V                                  | WRC               |
| 1992 | 40th Martini Safari Rally      | Carlos Sainz                        | Luis Moya                    | Toyota Celica Turbo 4WD                                     | WRC               |
| 1993 | 41st Trustbank Safari Rally    | Juha Kankkunen                      | Juha Piironen                | Toyota Celica Turbo 4WD                                     | WRC               |
| 1994 | 42nd Trustbank Safari Rally    | Ian Duncan                          | David Williamson             | Toyota Celica Turbo 4WD                                     | WRC               |
| 1995 | 43rd Safari Rally              | Yoshio Fujimoto                     | Arne Hertz                   | Toyota Celica Turbo 4WD                                     | 2LWC              |
| 1996 | 44th Safari Rally              | Tommi Mäkinen                       | Seppo Harjanne               | Mitsubishi Lancer Evolution III                             | WRC               |
| 1997 | 45th Safari Rally              | Colin McRae                         | Nicky Grist                  | Subaru Impreza WRC                                          | WRC               |
| 1998 | 46th Safari Rally              | Richard Burns                       | Robert Reid                  | Mitsubishi Carisma GT Evo 4                                 | WRC               |
| 1999 | 47th Safari Rally              | Colin McRae                         | Nicky Grist                  | Ford Focus WRC                                              | WRC               |
| 2000 | 48th Sameer Safari Rally       | Richard Burns                       | Robert Reid                  | Subaru Impreza WRC                                          | WRC               |
| 2001 | 49th Safari Rally              | Tommi Mäkinen                       | Risto Mannisenmäki           | Mitsubishi Lancer Evolution 6.5                             | WRC               |
| 2002 | 50th Inmarsat Safari Rally     | Colin McRae                         | Nicky Grist                  | Ford Focus RS WRC 02                                        | WRC               |
| 2003 | 51st KCB Safari Rally          | Glen Edmunds                        | Titch Phillips               | Mitsubishi Lancer Evolution VI                              | ARC               |
| 2004 | 52nd KCB Safari Rally          | Carl Tundo                          | Tim Jessop                   | Subaru Impreza 555                                          | ARC               |
| 2005 | 53rd KCB Safari Rally          | Glen Edmunds                        | Des Page-Morris              | Mitsubishi Lancer Evolution VII                             | ARC               |
| 2006 | 54th KCB Safari Rally          | Azar Anwar                          | George Mwangi                | Mitsubishi Lancer Evolution VI                              | ARC               |
| 2007 | 55th KCB Safari Rally          | Conrad Rautenbach                   | Peter Marsh                  | Subaru Impreza WRX STI N10                                  | IRC, ARC          |
| 2008 | 56th KCB Safari Rally          | Lee Rose                            | Piers Daykin                 | Mitsubishi Lancer Evolution IX                              | ARC               |
| 2009 | 57th KCB Safari Rally          | Carl Tundo                          | Tim Jessop                   | Mitsubishi Lancer Evolution IX                              | IRC, ARC          |
| 2010 | 58th KCB Safari Rally          | Lee Rose                            | Piers Daykin                 | Mitsubishi Lancer Evolution IX                              | ARC               |
| 2011 | 59th KCB Safari Rally          | Carl Tundo                          | Tim Jessop                   | Mitsubishi Lancer Evolution IX                              | ARC               |
| 2012 | 60th KCB Safari Rally          | Carl Tundo                          | Tim Jessop                   | Mitsubishi Lancer Evolution IX                              | ARC               |
| 2013 | 61st KCB Safari Rally          | Baldev Chager                       | Ravi Soni                    | Mitsubishi Lancer Evo X                                     | ARC               |
| 2014 | 62nd KCB Safari Rally          | Baldev Chager                       | Ravi Soni                    | Mitsubishi Lancer Evo X                                     | ARC               |
| 2015 | 63rd KCB Safari Rally          | Jaspreet Singh Chatthe              | Gurdeep Panesar              | Mitsubishi Lancer Evo X R4                                  |                   |
| 2016 | 64th KCB Safari Rally          | Jaspreet Singh Chatthe              | Gurdeep Panesar              | Mitsubishi Lancer Evo X R4                                  |                   |
| 2017 | 65th Safari Rally              | Lapio Laukkanen                     | Gavin Laurence               | Subaru Impreza WRX STi 4 D R4                               | ARC               |
| 2018 | 66th Safari Rally              | Carl Tundo                          | Tim Jessop                   | Mitsubishi Lancer Evo X R4                                  | ARC               |
| 2019 | 67th Safari Rally              | Baldev Chager                       | Ravi Soni                    | Mitsubishi Lancer Evo X R4                                  | ARC               |
| 2020 | Edición cancelada              | Edición cancelada                   | Edición cancelada            | Edición cancelada                                           | Edición cancelada |
| 2021 | 69th Safari Rally Kenya        | Sébastien Ogier                     | Julien Ingrassia             | Toyota Yaris WRC                                            | WRC               |
| 2022 | 70th Safari Rally Kenya        | Kalle Rovanperä                     | Jonne Halttunen              | Toyota GR Yaris Rally1                                      | WRC               |
| 2023 | 71st Safari Rally Kenya        | Sébastien Ogier                     | Vincent Landais              | Toyota GR Yaris Rally1                                      | WRC               |
| 2024 | 72nd Safari Rally Kenya        | Kalle Rovanperä                     | Jonne Halttunen              | Toyota GR Yaris Rally1                                      | WRC               |
| 2025 | 73nd Safari Rally Kenya        | Elfyn Evans                         | Scott Martin                 | Toyota GR Yaris Rally1                                      | WRC               |
| Notas: IMC = Campeonato Internacional de Marcas WRC = World Rally Championship 2LWC = Copa Mundial de Rally de 2 Litros ARC = African Rally Championship IRC = Intercontinental Rally Challenge |                                |                                     |                              |                                                             |                   |

### Ganadores
Los piloto que ganaron más veces el Rally Safari son Shekhar Mehta y Carl Tundo, con cinco victorias cada. Otros pilotos que vencieron en este rally son Hannu Mikkola, Miki Biasion, Carlos Sainz, Juha Kankkunen, Tommi Mäkinen, Colin McRae y Richard Burns.
| # | Piloto          | Victorias | Años                         |
| - | --------------- | --------- | ---------------------------- |
| 1 | Shekhar Mehta   | 5         | 1973, 1979, 1980, 1981, 1982 |
|   | Carl Tundo      | 5         | 2004, 2009, 2011, 2012, 2018 |
| 3 | Björn Waldegård | 4         | 1977, 1984, 1986, 1990       |
| 4 | Joginder Singh  | 3         | 1965, 1974, 1976             |
|   | Juha Kankkunen  | 3         | 1985, 1991, 1993             |
|   | Colin McRae     | 3         | 1997, 1999, 2002             |

### Constructores
| #  | Constructor   | Victorias | Años |
| -- | ------------- | --------- | --- |
| 1  | Mitsubishi    | 19        | 1974, 1976, 1996, 1998, 2001, 2003, 2005, 2006, 2008, 2009, 2010, 2011, 2012, 2013, 2014, 2015, 2016, 2018, 2019 |
| 2  | Toyota        | 13        | 1984, 1985, 1986, 1990, 1992, 1993, 1994, 1995, 2021, 2022, 2023, 2024, 2025                                     |
| 3  | Ford          | 8         | 1955, 1958, 1964, 1969, 1972, 1977, 1999, 2002                                                                   |
| 4  | Nissan        | 7         | 1970, 1971, 1973, 1979, 1980, 1981, 1982                                                                         |
| 5  | Peugeot       | 6         | 1963, 1966, 1967, 1968, 1975, 1978                                                                               |
| 6  | Subaru        | 5         | 1997, 2000, 2004, 2007, 2017                                                                                     |
| 7  | Mercedes-Benz | 3         | 1959, 1960, 1961                                                                                                 |
| 7  | Volkswagen    | 3         | 1953, 1954, 1962                                                                                                 |
| 7  | Lancia        | 3         | 1988, 1989, 1991                                                                                                 |
| 10 | DKW           | 2         | 1956, 1957 |
| 11 | Volvo         | 1         | 1965 |
| 11 | Opel          | 1         | 1983 |
| 11 | Audi          | 1         | 1987 |

## Rally Safari Histórico
El Rally Safari Histórico, oficialmente East African Safari Rally Classic es una competición de históricos que se celebra desde 2003 y cada dos años.
| Año  | Piloto                     | Copiloto                 | Automóvil               |
| ---- | -------------------------- | ------------------------ | ----------------------- |
| 2003 | Rob Collinge               | Anton Levitan            | Datsun 240Z             |
| 2005 | Rob Collinge               | Anton Levitan            | Datsun 260Z             |
| 2007 | Björn Waldegård            | Mathias Waldegård        | Ford Escort Mk I        |
| 2009 | Ian Duncan                 | Amaar Slatch             | Ford Mustang            |
| 2011 | Björn Waldegård            | Mathias Waldegård        | Porsche 911             |
| 2013 | Ian Duncan                 | Amaar Slatch             | Ford Capri              |
| 2015 | Stig Blomqvist             | Stéphane Prévot          | Porsche 911             |
| 2017 | Richard Jackson Carl Tundo | Ryan Champion Tim Jessop | Porsche 911 Triumph TR7 |